# Angrist
Angrist is een dolk in de boeken van J.R.R. Tolkien.
Angrist is gemaakt door de Dwerg Telchar in de stad Nogrod. Het wapen snijdt ijzer alsof het hout is. Het behoort eerst toe aan Curufin, een zoon van Fëanor, maar wordt hem afgenomen door Beren Erchamion, die de dolk meeneemt op zijn queeste om een Silmaril uit Morgoths kroon te stelen.
Beren slaagt erin met Angrist één Silmaril uit Morgoths kroon te stelen maar wanneer hij probeert er een tweede uit te snijden breekt de dolk, waarop een stukje Morgoths wang verwondt. Hierdoor dreigt deze wakker te worden, zodat Beren zijn poging opgeeft en vlucht.